# Polietina bicolor
Polietina bicolor är en tvåvingeart som beskrevs av Albuquerque 1956. Polietina bicolor ingår i släktet Polietina och familjen husflugor. Inga underarter finns listade i Catalogue of Life.